# Albumul albastru
Sfinx, cunoscut mai ales ca Albumul albastru, este cel de-al treilea album de studio al formației românești de muzică rock Sfinx. Lansat pe piață în anul 1984, reprezintă ultimul album al formației.

## Lista pieselor
1. An după an
2. Pe pămînt pace
3. Rostul vieții
4. Cîntă cu mine
5. Patru anotimpuri cu tine
6. Zîna serii
7. Într-un cer violet
8. Carul mare
9. Întoarcerea (apare doar pe casetă audio)
10. Pasăre sură (apare doar pe casetă audio)

## Personal
- Muzică: Mihai Cernea (1, 6, 10); Sorin Chifiriuc (2, 7, 8, 9); Doru Apreotesei (3, 4, 5)
- Versuri: Diana Turconi (1, 10); Alexandru Andrieș (2, 4, 7); Marin Odangiu (3); Sorin Chifiriuc (8); Lucian Blaga (9)

Componența formației:
- Sorin Chifiriuc – chitară, voce
- Corneliu „Bibi” Ionescu – chitară bas
- Mihai Cernea – baterie, percuție, voce
- Doru Apreotesei – claviaturi, voce

Și-au dat concursul:
- Alexandru Grosu – orgă
- Alexandru Călin – claviaturi
- Mircea Marcovici – percuție